# Championnat du Paraguay de football 1958
Navigation
Édition précédente Édition suivante
La saison 1958 du Championnat du Paraguay de football est la quarante-septième édition de la Primera División, le championnat de première division au Paraguay. Les huit meilleurs clubs du pays disputent la compétition, sous forme d'une poule unique où chaque équipe rencontre deux fois ses adversaires. En fin de saison, afin de permettre l'extension du championnat de 8 à 10 équipes, aucun club n'est relégué et les deux meilleurs clubs de Segunda División sont promus.
C'est le Club Olimpia, tenant du titre, qui est à nouveau sacré champion cette saison après avoir terminé en tête du classement final, avec quatre points d'avance sur Cerro Porteño et cinq sur le Club Guaraní. C'est le seizième titre de champion du Paraguay de l’histoire du club.
Juan Bautista Agüero est le meilleur buteur du championnat avec 16 buts.

## Les clubs participants
| - Club Guaraní - Cerro Porteño - Club Olimpia - Club Sol de América - Club Sportivo Luqueño - Club Libertad - Club River Plate - Promu de División Intermedia - Club Nacional |

## Compétition

### Classement
| Rang | Équipe                | Pts | J  | G | N | P | Bp | Bc | Diff |
| ---- | --------------------- | --- | -- | - | - | - | -- | -- | ---- |
| 1    | 'Club Olimpia'T       | 21  | 14 | 8 | 5 | 1 |    |    |      |
| 2    | Cerro Porteño         | 17  | 14 |   |   |   |    |    |      |
| 3    | Club Guaraní          | 16  | 14 |   |   |   |    |    |      |
| 4    | Club Nacional         | 15  | 14 |   |   |   |    |    |      |
| 4    | Club Sportivo Luqueño | 15  | 14 |   |   |   |    |    |      |
| 6    | Club Sol de América   | 11  | 14 |   |   |   |    |    |      |
| 7    | Club Libertad         | 10  | 14 |   |   |   |    |    |      |
| 8    | Club River PlateP     | 7   | 14 |   |   |   |    |    |      |

| Légende : Qualifications et relégations | Légende : Qualifications et relégations           |
| --------------------------------------- | ------------------------------------------------- |
|                                         | Champion du Paraguay                              |
|                                         | T : Tenant du titre P : Promu de Segunda División |

## Bilan de la saison
| Championnat du Paraguay de football 1958 |                          |
| Champion                                 | Club Olimpia (16e titre) |
| Promotions et relégations                |                          |
| Promus en Primera División               | Club Presidente Hayes    |
| Promus en Primera División               | General Caballero SC     |
| Relégués en Segunda División             | Aucun                    |